# ブレイザー (ゲーム)
『ブレイザー』(Blazer) は、1987年7月にナムコ（現：バンダイナムコエンターテインメント）からリリースされたアーケード用シューティングゲーム。

## 概要
ナムコとしては1985年の『バトルシティー』以来のタンクシューティングゲーム。クォータービューで表現されたフィールドマップ画面で、自機であるタンク、ヘリコプター、ホバークラフトを操作し、敵機を撃破しつつ、敵の前線基地を目指して破壊するのがプレイヤーの目的となる。フィールドを進攻していくのは主にタンクで、途中でヘリコプター、ホバークラフトに乗り換えて進んで行く場面も存在する。タンク操作時は上下左右の任意スクロールで、ヘリコプターとホバークラフト操作時は強制縦スクロールとなる。このゲームにはステージやラウンドといった「面」の概念が無く、ゲームスタートから敵最終基地までがほぼ一続きになっているのが特徴である。最終エリアに登場する敵前線基地を撃破すればオールクリアとなり、1000万点のボーナス得点が加算され、エンディングが流れてゲーム終了となる。
2024年現在、家庭用ゲーム機およびモバイルアプリには移植されていない。

## 自機タイプ
8方向レバー、2ボタンを使用して自機を操作。自機タイプにより操作は異なる。タンクのタイプ変更はフィールドに存在する「格納庫」を通過することで行われる。ヘリコプター、ホバークラフトはフィールド途中に乗り換えるポイントが存在し、タンクがそのポイントに到達すると自動的に乗り換えが行われる。タンクにはFUEL（燃料）の概念があり、初期状態で13目盛分所持、時間経過で1秒経過毎に1/8目盛ずつ減少する。一部の敵戦車、砲台に体当たりしても敵により1～2目盛減少する。敵の攻撃（敵弾、火炎、岩など）を受ける他にFUELが無くなってもミスになる。FUELはアイテムの取得により回復する。
自機の持ち数はタンク、ヘリコプター、ホバークラフトで共有となっている。ヘリコプター、ホバークラフトにはFUELの概念は無い。
- タンク・T-1「M-128 ヴァンガード」 
ゲーム開始状態でのタンク。タンクは全タイプ4方向での移動となる。ボタン1で2連射の対地ショットを前方に発射。ボタン2で単発ミサイルを発射し対空の敵を攻撃。
- タンク・T-2「M-256 ジェイソン」 
ボタン1で単発の対地ショットを前後左右同時に発射。対空攻撃不可のためボタン2は使用しない。
- タンク・T-3「M-512 バスターキャノン」 
ボタン1で貫通力のある2連射の対地ショットを前方に発射。対空攻撃不可のためボタン2は使用しない。砂漠を移動してもスピードが落ちないメリットがある。
- ヘリコプター「AH-96A ハーディ」
タンクでは通行出来ないエリアを空から進攻する。8方向に移動、ボタン1でロケット弾を発射し対空の敵を攻撃、ボタン2で対地ミサイルを落下して地上の敵を攻撃する。
- ホバークラフト「BH-10ML1 アトランタ」
最終エリアのみ登場。高速で水上を8方向に移動、ボタン1で魚雷を発射。ボタン2は使用しない。ホバークラフトは浮遊機雷の他に地形に接触するとミスになる。

## アイテム
アイテムパネルはアイテムボックスの中にあり、ボックスは特定地点にあらかじめ置いてあるものと、敵ヘリコプターを撃つと時折落とすものがある。ボックスをタンクのショットで撃つとアイテムパネルが出現する。アイテムボックスにはタンクとの当たり判定があり、衝突するとFUELが減少する。アイテムパネルにはショットの当たり判定があり、撃つと破壊される。ヘリコプター、ホバークラフト操作中はアイテムボックスは出現しない。アイテムの効果については以下の通り。
- オイル
「OIL」の字が記されたパネル。タンクのFUELが4目盛分回復する。
- ゲージ
ポリタンクの絵のパネル。タンクの最大FUELが1目盛上昇する。最大17目盛まで。
- バリア
盾の絵のパネル。タンクが一定時間無敵になる。ショットで破壊不可能な敵も消すことが出来る。
- エクステンド
タンクの絵のパネル。5枚集めると自機が1機追加される。

## フィールド
自機が進攻するフィールドは以下の通り。
- 荒地～海上迷路～廃墟（タンク）
- 森林～基地（ヘリコプター）
- 城壁～迷路～城壁～砂漠～洞窟～廃墟（タンク）
- 崖～海上（ヘリコプター）
- 水上～工業地帯～海上迷路～迷路（タンク）
- 崖（ヘリコプター）
- 工業地帯（タンク）
- 海上（ホバークラフト）

## その他
- ナムコでは初めて、電源を入れたときに「NOTICE」の英文が表示される。「当ゲームは日本国内での使用に限られる。海外への輸出および使用については著作権法により処罰の対象になる」旨の内容である。
- このゲームの曲「Pastel Sealane」が、同社音楽ゲーム「太鼓の達人」に収録されている。